# NGC 2310
NGC 2310 (również PGC 19811) – galaktyka soczewkowata (S0), znajdująca się w gwiazdozbiorze Rufy. Odkrył ją John Herschel 2 stycznia 1835 roku.